# Alisa Camplin
Alisa Camplin (n. 10 noiembrie 1974, Melbourne, Victoria, Australia) este o sportivă ce a reprezentat Australia, medaliată olimpică. A participat la 2 ediții ale Jocurilor Olimpice (2002, 2006) în care a câștigat o medalie de aur și o medalie de bronz.